# Cornelia Africana
Cornelia Africana was de dochter van Publius Cornelius Scipio Africanus maior en echtgenote van Tiberius Sempronius Gracchus.
Zij werd door haar man bemind en hoog geacht. Van de 12 kinderen die zij hem schonk, verloor zij er 9 en gaf de overige drie (Tiberius Sempronius Gracchus, Gaius Sempronius Gracchus en Sempronia) een uitstekende opvoeding.
Het ongelukkige lot van haar beide zonen, verdroeg zij in afzondering, met edele standvastigheid.
Haar schoonzoon, de met haar dochter Sempronia getrouwde Publius Cornelius Scipio Aemilianus Africanus minor (tevens een achterneef van Sempronia), die aan de kant van de optimates stond, zou kort na zijn schoonbroers in verdachte omstandigheden zijn overleden. Het werd vermoed dat Cornelia hier niet vreemd aan zou zijn geweest.
Twee brieffragmenten van Cornelia Africana zijn bewaard bij Nepos. Als ze geen parafrases zijn maar authentiek, wat niet iedereen aanvaardt, gaat het om de enige prozateksten geschreven door een vrouw die uit de Latijnse literatuur bekend zijn. Deze brieven werden onder meer door Cicero besproken (Brutus, 211).
Latere Romeinse generaties eerden haar als toonbeeld van de deugdzame matrona. Nadat ze op hoge leeftijd was gestorven, werd voor haar als eerste vrouw in Rome een standbeeld opgericht. Bij opgravingen werd de basis gevonden die waarschijnlijk tot dit standbeeld heeft gehoord. De inscriptie op de basis luidt:
Opus Tisicratis // Cornelia Africani f(ilia) / Gracchorum
Werk van Tisicrates // Cornelia, Africanus' d(ochter) / (moeder) van de Gracchen

## Referentie
- art. Sempronii (13), in F. Lübker - trad. ed. J.D. Van Hoëvell, Classisch Woordenboek van Kunsten en Wetenschappen, Rotterdam, 1857, p. 870.